# Villiers (Vienne)
Villiers település Franciaországban, Vienne megyében. Lakosainak száma 955 fő (2022. január 1.). Villiers Frozes, Vouillé, Yversay és Champigny en Rochereau községekkel határos.

## Népesség
A település népessége az elmúlt években az alábbi módon változott:
| Lakosok száma | 868  | 890  | 906  | 893  | 906  | 920  | 933  | 945  | 955  |
|               | 2013 | 2015 | 2016 | 2017 | 2018 | 2019 | 2020 | 2021 | 2022 |